# فرقة جنوب السماء
جنوب السماء هو الألبوم الرابع من فرقة المعدن الأمريكي القاتل. صدر يوم 5 يوليو 1988، كان الألبوم هوالتعاون الثاني للفرقة مع المنتج ريك روبن، الذي إنتج المهارات في الألبوم السابق القاتل في عهد في الدم قد ساعد بتطوير الصوت لدى الفرقة.
 حصلت جنوب السماء عالألبوم المسمى بالقاتل  كأفضل 200 أغنية ببيلبورد، وعلى الأخير أن يطلق سراحه من قبل ديف جام تسجيلات، على الرغم من أن الألبوم أصبح ألبوم تسجيلات الأمريكية بعد انتهاء ريك روبين شراكته مع راسل سيمونز. كان واحدا من اثنين فقط من عناوين ديف جام ليتم توزيعها من قبل جيفين من خلال وارنر بروس السجلات بسبب رفض الموزع الأصلي كولومبيا الوثائق للإفراج عن العمل من قبل الفرقة. بلغ ذروته في الإفراج عن عدد 57 وفي عام 1992 حصل على شهادة ذهبية من رابطة صناعة التسجيلات الأمريكية.
من أجل تعويض وتيرة الألبوم السابق للفرقه، القاتل تباطأ عمدا وتيرة الألبوم. وعلى النقيض من ألبوماتهم السابقة، والفرقة استخدمت القيثارات غير المشوهة والغناء المنغم إلى الأسفل. في حين أشاد بعض النقاد هذا التغيير الموسيقي، وقد سجلت الإصدارات الآخيرة أكثر اعتادوا على أسلوب السابقة بخيبة أمل. على الرغم من هذا، أصبحت الأغاني «الانتحار الإلزامي» وعنوان المسار سمات دائمة من SETLIST الحية الفرقة.

## التصوير والتوضيح
الفنان لاري كارول والمصور هوارد شوارتزبرق تصميم العمل الفني لجنوب السماء، بعد أن صمم العمل الفني لل ألبوم السابق القاتل في عهد في الدم. تولى مصور غلين E. فريدمان اطلاق النار الترويجية التي ظهرت كما الغطاء الخلفي لل جنوب من السماء في وقت قريب لعام 1986 في عهد في الدم. ورأى لومباردو جعلت القاتل يبدو كما لو أنها «قد نضجت قليلا»، في حين اعتبر فريدمان نفسه بأنه «حقا بارد الغطاء الخلفي» و «واحدة من الطلقات الأكثر كلاسيكية منهم [ القاتل ] من أي وقت مضى.»

### القاتل
- توم ارايا - باس، غناء الرصاص
- جيف هانمان - القيادة و الغيتار الإيقاعي
- كيري الملك -  إيقاع الغيتار، غناء خلفى
- ديف لومباردو - الطبول

## روابط خارجية
- فرقة جنوب السماء على موقع أول موفي (الإنجليزية)

## الفهرس
- Weisbard ، اريك؛ علامات، كريغ (1995). تدور دليل سجل البديل. كتب خمر. ISBN 0-679-75574-8 .